# Preparctia buddenbrocki
Preparctia buddenbrocki là một loài bướm đêm thuộc phân họ Arctiinae, họ Erebidae.